# Стюарт Литъл
„Стюарт Литъл“ (на английски: Stuart Little) е американски игрален филм с компютърна анимация от 1999 година, базиран на едноименната книга, написана от Е. Б. Уайт през 1945 г. Режисиран е от Роб Минкоф в режисьорския си дебют, сценарият е на М. Найт Шаямалан и Грегъри Брукър, във филма участват Джина Дейвис, Хю Лори и Джонатан Липники, и озвучаващия състав се състои от Майкъл Джей Фокс, Нейтън Лейн, Чаз Палминтери, Стийв Зан, Бруно Кърби и Дженифър Тили.
Премиерата на филма се състои на 17 декември 1999 г. от „Кълъмбия Пикчърс“. Филмът получава генерално позитивни отзиви от критиката, и е номиниран за „Оскар“ за най-добри визуални ефекти, който губи от „Матрицата“. Като първият филм от поредицата „Стюарт Литъл“, той е последван от продължението „Стюарт Литъл 2“ през 2002 г., краткотрайния сериал през 2003 г., и другото продължение „Стюарт Литъл 3: Зовът на дивото“ през 2005 г. Това е последната филмова роля на Естел Гети преди пенсионирането й през 2001 г. и нейната смърт през 2008 г.

## Актьорски състав
- Джина Дейвис – г-жа Елинор Литъл, майката на Стюарт и Джордж, и съпруга на Фредерик.
- Хю Лори – г-н Фредерик Литъл, бащата на Стюарт и Джордж, и съпруг на Елинор.
- Джонатан Липники – Джордж Литъл, най-голямото дете на семейство Литъл и по-големият брат на Стюарт.
- Джефри Джоунс – чичо Креншоу Литъл, по-големият брат на Фредерик Литъл и малкият брат на Беатрис.
- Кони Рей – леля Тина Литъл, съпругата на Креншоу и снаха на Беатрис и Фредерик.
- Алис Бийсли – леля Беатрис Литъл, по-голямата сестра на Креншоу и Фредерик.
- Браян Дойл-Мъри – братовчедът Едгар Литъл, братовчедът на Беатрис, Креншоу и Фредерик, и племенник на дядо Спенсър.
- Естел Гети – баба Естел Литъл, майката на Беатрис, Креншоу и Фредерик.
- Харолд Гулд – дядо Спенсър Литъл, бащата на Беатрис, Креншоу и Фредерик.
- Патрик Томас О'Брайън – чичо Стреч Литъл, съпругът на Беатрис и зет на Креншоу и Фредерик.
- Джулия Суини – госпожа Кийпър, директорка на Нюйоркското сиропиталище.
- Дабни Колман – доктор Бийчуд
- Майлс Мариско – Антон
- Джим Дугън – детектив Алън
- Джон Полито – детектив Шърман
- Джо Бейс – състезателния стартер
- Тейлър Негрон – Продавач

### Озвучаващ състав
- Майкъл Джей Фокс – Стюарт Литъл, антропоморфната мишка, която е осиновена от семейство Литъл.
- Нейтън Лейн – Сноубел, персийската котка на семейство Литъл, който не харесва Стюарт.
- Чаз Палминтери – Смоуки, садистичната руска котка, който е шеф на Монти и бандата улични котки, който иска да изяде Стюарт.
- Стийв Зан – Монти, сива котка и приятел на Сноубел, и бивш член на уличните котки, който иска да изяде Стюарт.
- Джим Дугън – Лъки, сиамска котка и член от бандата на Смоуки, който иска да изяде Стюарт. Дугън също играе Детектив Алън във филма.
- Дейвид Алън Гриър – Ред, джинджифилова американска късокосместа котка, който също е член на бандата улични котки, който иска да изяде Стюарт.
- Бруно Кърби – г-н Реджиналд Стаут
- Дженифър Тили – г-жа Реджиналд Стаут
- Стан Фрийбърг – коментатор на състезанието

## Домашна употреба
„Стюарт Литъл“ е пуснат на VHS и DVD в САЩ на 18 април 2000 г. от Columbia TriStar Home Video, и във Великобритания на 27 ноември 2000 г. По-късно е преиздаден като Deluxe Edition на 21 май 2002 г. от Columbia TriStar Home Entertainment, и на Blu-ray на 28 юни 2011 г. от „Сони Пикчърс Хоум Ентъртейнмънт“.

## В България
В България филмът е пуснат по кината през 2000 г. от „Александра Филмс“.
На 25 октомври 2000 г. е издаден на VHS и DVD от „Мей Стар Филм“.
На 30 октомври 2004 г. е излъчен за първи път по bTV.
На 29 май 2022 г. се излъчва и по каналите на FOX.

## Синхронен дублаж

### Озвучаващи артисти
| Роля                  | Изпълнител            | Български дублаж  |
| --------------------- | --------------------- | ----------------- |
| Стюарт Литъл          | Майкъл Джей Фокс      | Камен Воденичаров |
| Г-жа Елинор Литъл     | Джина Дейвис          | Силвия Лулчева    |
| Г-н Фредерик Литъл    | Хю Лори               | Чавдар Монов      |
| Джордж Литъл          | Джонатан Липники      | Павел Стефанов    |
| Сноубел               | Нейтън Лейн           | Тончо Токмакчиев  |
| Смоуки                | Чаз Палминтери        | Христо Мутафчиев  |
| Монти                 | Стийв Зан             | Виктор Калев      |
| Г-н Реджиналд Стаут   | Бруно Кърби           | Кръстьо Лафазанов |
| Г-жа Камил Стаут      | Дженифър Тили         | Диана Челебиева   |
| Ред                   | Дейвид Алан Гриър     | Кръстьо Лафазанов |
| Лъки                  | Джим Дугън            | Асен Аврамов      |
| Г-жа Кийпър           | Джулия Суини          | Мартина Вачкова   |
| Детектив Шърман       | Джон Полито           | Христо Мутафчиев  |
| Чичо Креншоу          | Джефри Джоунс         | Цветан Ватев      |
| Леля Тина             | Кони Рей              | Лидия Вълкова     |
| Леля Беатрис          | Алис Бийзли           | Василка Сугарева  |
| Братовчеда Едгър      | Брайън Дойл-Мъри      | Георги Тодоров    |
| Баба Естел            | Естел Гети            | Лидия Вълкова     |
| Дядо Спенсър          | Харолд Гулд           | Георги Тодоров    |
| Чичо Стреч            | Патрик Томас О'Брайън | Пламен Манасиев   |
| Продавач              | Тейлър Негрон         | Георги Тодоров    |
| Д-р Бийчууд           | Дабни Колман          | Цветан Ватев      |
| Съдия на състезанието | Стан Фрибърг          | Боби Цанков       |

### Екип
| Обработка                       | Арс Диджитал Студио (2000)               |
| ------------------------------- | ---------------------------------------- |
| Режисьор на дублажа             | Чавдар Монов                             |
| Превод и синхронна адаптация    | Христо Дерменджиев                       |
| Тонрежисьор                     | Димитър Михайлов                         |
| Тоноператори                    | Росица Рупчина                           |
| Подбор на гласовете             | Асен Аврамов                             |
| Смесване                        | De Lane Lea Ltd., Лондон, Великобритания |
| Продуцент на българската версия | АЛЕКСАНДРА ГРУП ХОЛДИНГ                  |